# Stephen Conway (historyk)
Stephen Conway – brytyjski historyk. Specjalizuje się przede wszystkim w problematyce wojny o niepodległość Stanów Zjednoczonych (1775–1783). Aktualnie pracuje nad książka dotyczącą wpływu wojen prowadzonych przez Brytyjczyków w latach 1739–1763 na ludność Wielkiej Brytanii i Irlandii. Wykłada w University College London.

## Publikacje
- The British Isles and the War of American Independence (2000)
- "A joy unknown for years past: the American War, Britishness and the celebration of Rodney’s victory at the Saints", History, 86 (2001)
- "War and national identity in the mid-eighteenth-century British Isles', English Historical Review, 116 (2001)
- "From fellow-nationals to foreigners: British perceptions of the Americans, circa 1739-1783", William & Mary Quarterly, 3rd series, 59 (2002)
- "Continental Connections: Britain and Europe in the Eighteenth Century", History, 90, (299) (2005)
- War, State and Society in Mid-Eighteenth-Century Britain and Ireland, (2006)